# Língua nivkhe
Nivkhe ou Gilyak (etnônimo: нивхгу, Japonês: "lang|ja| nivuhu-go/giriyāku-go") é uma língua falada na Manchúria exterior, na bacia do rio "Amgun" (afluente do Rio Amur), nos baixos do próprio Amur e na metade norte da Sacalina. 'Gilyak' é como a língua é chamada em manchu e seus falantes são os Nivkhes.

## Classificação
Nivkhe é uma língua Isolada, não aparentando nenhuma relação com outras linguagens. Apenas por conveniência de classificação foi incluída no grupo das paleo-siberianas, Há muitas palavras do Nivkhe que guardam certas semelhanças e significados similares com termos de línguas Paleo-Siberianas, palavras do Ainu, do Coreano, das Línguas altaicas. Essas poucas similaridades nos léxicos são, porém,  atribuídas a proximidade geográfica ou mesmo ao acaso, pois não há reais nem regulares similaridades de sons nem palavras entre essas línguas. Mais recentemente a língua Nivkhe foi incluída no controverso e hipotético grupo de “Línguas Euro-asiáticas” imaginado por Joseph Greenberg. 

## Dialetos
Conforme Johanna Mattissen (2001) (Facts about the World's Languages, Nivkhe. New England Publishing. ISBN 0-8242-0970-2 p515), Nivkhe pode ser dividida em quatro Dialetos:
- Amur
- Sacalina Norte
- Sacalina Sul
- Sacalina Leste

As diferenças léxicas e fonológicas entre os dialetos Nivkhe do Rio Amur e os três dialetos de Sacalina são tão grandes que alguns linguistas consideram a existência de duas línguas diferentes num considerado pequeno grupo linguístico. Outros dão ênfase às grandes diferenças de uso da língua entre o conjunto geral  dos Nivkhes, pois, mesmo dentro dos ditos grupos Amur e de Sacalina, são verificadas significativas variações dependentes das vilas, clãs, ou mesmo indivíduos.

## Falantes
A população de Nivkhes étnicos tem se mantido razoavelmente estável desde o século XIX, tendo sido contados 4,549 Nivkhes em 1897 e 4,673 em 1989. Porém, o número de falantes da língua vem caindo desde 100% até 23.3% nesse período, havendo  hoje cerca de apenas 1000 falando a língua. São os mais velhos geralmente, a maioria já fala o russo.

## Fonologia

### Consoantes
|             |              | Bilabial | Labiodental | Alveolar | Post alveolar | Palatal | Velar | Uvular | Glotal |
| ----------- | ------------ | -------- | ----------- | -------- | ------------- | ------- | ----- | ------ | ------ |
| Nasal       | Nasal        | m        |             | n        |               | ɲ       | ŋ     |        |        |
| “Stop”      | aspirada     | pʰ       |             | tʰ       |               |         | kʰ    | qʰ     |        |
| “Stop”      | não aspirada | p        |             | t        |               | c       | k     | q      |        |
| “Stop”      | Africativa   |          |             |          | tʃʰ           |         |       |        |        |
| Fricativiva | surda        |          | f           | s        |               |         | x     | χ      | h      |
| Fricativiva | sonora       |          |             | z        |               |         | ɣ     | ʁ      |        |
| Vibrante    | sonora       |          |             | r        |               |         |       |        |        |
| Vibrante    | surda        |          |             | r̥        |               |         |       |        |        |
| Aproximante | Aproximante  |          | ʋ           | l        |               | j       | w     |        |        |

### Vogais
O sistema de Vogais do Nivkhe é bem não usual, descrito por Ian Maddieson como "defectivoe.", sendo um sistema “rotacional” no qual um “gap” na região frontal mediana do “espaço das vogais” é compensado pelo movimento nas vogais próximas. O som centralizadoIt /ɤ/ foi descrito por Maddieson (1984) como uma complementação do “gap” causado pela inexistência de uma vogal frontal média normal.
Essa vogal frontal média esperada e normal num sistema de cinco vogais pode ter sido no passado desenvolvido num ditongo “arredondado” entre fechado e médio, o qual Maddieson's representou na descrição da língua como /ɪe/.
|                    | Frontal | Posterior         | Posterior |
| ”arredondada”round | Frontal | não “arredondada” |           |
| ------------------ | ------- | ----------------- | --------- |
| Fechada            | ɪ       | u                 |           |
| Mediana            | ɪe      | o                 | ɤ         |
| Aberta             | æ       |                   |           |